# Эчберг
Эчберг (нем. Etschberg) — община в Германии, в земле Рейнланд-Пфальц. 
Входит в состав района Кузель. Подчиняется управлению Кузель.  Население составляет 660 человек (на 31 декабря 2010 года). Занимает площадь 3,46 км².